# Al-Jiyya
al-Jiyya (en arabe : الجية, également translittéré Algie) est un village palestinien situé à 19 kilomètres au nord-est de la ville de Gaza et dépeuplé pendant la guerre israélo-arabe de 1948. Selon un recensement de 1945, le village comptait 1 230 habitants.
Le village est pris par la brigade Guivati le 4 novembre 1948 lors de l'opération Yoav.

## Histoire
Le site du village est sur un terrain sablonneux, entouré de collines, dans le sud de la plaine côtière palestinienne. Plusieurs oueds convergent vers le site. Cela explique peut-être son toponyme, qui signifie « collecteur d’eau » en arabe,. Des documents datant de la périodes des Croisades évoquent un village nommé « Algie » qui correspond à Al-Jiyya.
Parmi les vestiges archéologiques découverts à al Jiyya se trouvent une colonne de pierre et les vestiges d'un moulin romain.

### Période ottomane
Le village est signalé, sans nom, sur la carte établie en 1799 par Pierre Jacotin dans le cadre de la campagne d'Égypte. Les villageois ont gardé en mémoire la reconstruction du village par Muhammed Aby Nabbut, gouverneur de Jaffa et Gaza entre 1807 et 1818.
En 1838, Edward Robinson rapporte l'existence du village qu'il note sous le nom d'Eljieh, situé dans le district de Gaza.
En 1863, l'explorateur français Victor Guérin évoque le village sous le nom d'Ed-Deir. Il estime qu'il compte trois cent cinquante habitants. Près des puits, il observe plusieurs fûts de colonnes et un chapiteau corinthien, sculptés dans un marbre gris-blanc. Il note également des sycomores, des pins et des acacias mimosas, s'élevant au milieu des champs de tabac. En 1883, l'Enquête Palestine Exploration Fund le décrit, sous le toponyme d'Ejjeh, comme "un village construit en terre, de taille moyenne, avec un bassin au nord. À l'est se trouve un sebil, ou fontaine d'eau potable. Près de la route à l'ouest se trouvent des oliveraies. "

### Époque du mandat britannique
D'après le recensement de Palestine de 1922, mené par les autorités du Mandat britannique, Jiya compte 776 habitants, tous musulmans et 889 d'après le recensement de 1931, répartis dans 188 maisons.
La population d'Al-Jiyya dispose de sa propre mosquée. Les enfants sont scolarisés dans le village voisin, Barbara. Les villageois installent une pompe sur l'un des puits de la zone pour y puiser de l'eau à des fins domestiques. Ils vivent principalement de leurs productions agricoles, pratiquent la céréaliculture, notamment la culture du maïs. Al-Jiyya est connue pour son fromage et ses produits laitiers, vendus à Gaza et à Majdal.
D'après les statistiques de 1945, El Jiya compte 1 230 habitants, tous musulmans. Le finage du village a une superficie de 8 506 dounams. Sur ce total, les plantations d'agrumes et les bananeraies occupent 189 dounams, la céréaliculture s'étend sur 8 004 dounams et 26 dounams sont irrigués ou plantés de vergers ,,.

### Guerre de 1948 et conséquences
Au cours de l'opération Yoav, le village est pris par la brigade Guivati le 4 novembre 1948. À la fin du mois de novembre 1948, les troupes israéliennes ratissent les villages situés autour et au sud de Majdal (Ashkelon). Al-Jiyya est l'un des villages mentionnés dans un ordre de l'armée israélienne, demandant l'expulsion des villageois vers Gaza et donnant instruction aux troupes d'« empêcher leur retour en détruisant leurs villages ». Le chemin menant au village doit être miné. Les troupes de Tsahal reçoivent l'ordre de mener l'opération « avec détermination, précision et énergie ». L'opération a lieu le 30 novembre. Les troupes trouvent  « une quarantaine de »  villageois à Barbara et al-Jiyya, le groupe est « composé de femmes, de vieillards et d'enfants », qui n'opposent aucune résistance. Ils sont expulsés vers Beit Hanun, dans le nord de la bande de Gaza. Huit jeunes hommes sont envoyés dans un camp de prisonniers de guerre.
Après la guerre, la région est intégrée à l'État d'Israël. L’historien palestinien Walid Khalidi indique en 1992 qu’il ne reste aucune trace du village et que les habitants du moshav de Beit Shikma ont planté des melons sur les terres de l'ancienne localité.